# Памятник Шаляпину (Уфа)
Мемориальный ансамбль с мраморной скульптурой Ф. И. Шаляпина установлен на улице Ленина города Уфы между зданием Дворянского собрания Уфы и гостиницей «Агидель», напротив Аксаковского народного дома. Скульптор — Р. А. Хасанов, архитектор — К. А. Донгузов. Скульптура установлена благодаря Уфимскому отделению межрегионального Шаляпинского центра.

## История
В феврале 1967 года на митинге, в присутствии И. Ф. Шаляпиной-Бакшеевой, была торжественно открыта мемориальная доска на здании Дворянского собрания, где в 1960-е годы размещалось училище искусств (ныне — Уфимский государственный институт искусств имени Загира Исмагилова). В этом здании 6 мае 1891 года Ф. И. Шаляпин исполнил роль старого слуги в опере Рубинштейна «Демон». По воспоминаниям Б. Я. Торика, установить эту памятную доску удалось с трудом. Позднее оригинальная мемориальная доска была заменена на доску с текстом на башкирском и русском языках, очередность которого изменилась.
В 2000—2001 годах Р. А. Хасанов выполнил дипломную работу — двухметровый памятник Ф. И. Шаляпину в гипсе. Прежде чем приступать к работе, он изучил дневники певца и пересмотрел архивные киноматериалы с его участием: «Когда Федор Иванович приехал в Уфу, особой радости и оптимизма у него не было. Нищета, неизвестность, тревога по поводу предстоящих выступлений… Именно этот период жизни легендарного артиста мне и хотелось показать в скульптуре». С этой гипсовой скульптурой также ознакомилась (по фотографии) М. Ф. Шаляпина и одобрила её, посоветовав скульптуру: «В скульптуре не должно быть пафоса: ни фрака, ни поддевки, а просто — рубашка как у Байрона…». Позднее для памятника нашелся другой материал — белый мрамор. В сотрудничестве с архитектором К. А. Донгузовым был создан мемориальный ансамбль между зданием Дворянского собрания Уфы и гостиницей «Агидель».
В 2006 году принято решение об установке скульптуры и постройке мемориального комплекса. Торжественно открыт 12 июня 2007 года.

## Галерея
- Мемориальный ансамбль со скульптурой
- Аксаковский народный дом
- Здание Дворянского собрания Уфы (в левой части — памятная доска Ф. И. Шаляпину)